# Frank Loughman
Francis „Frank“ Loughman (* 1892 im County Tipperary; † 13. Mai 1972) war ein irischer Politiker der Fianna Fáil. Er war von 1938 bis 1943, von 1944 bis 1948 und von 1957 bis 1961 Teachta Dála (Abgeordneter) im Dáil Éireann, dem Unterhaus, und von 1948 bis 1954 Mitglied des Seanad Éireann, des Oberhauses des irischen Parlaments (Oireachtas).

## Leben
Loughman war als Chemikant in einer Apotheke tätig. Er trat bei den Wahlen 1938 zum Dáil Éireann im Wahlkreis Tipperary an und konnte einen Sitz erringen. Diesen Sitz verlor er bei den Wahlen 1943. Bei den nachfolgenden Wahlen 1944 gewann er den Sitz zurück. Weder 1948 noch 1951 konnte er im neu zu geschnittenen Wahlkreis Tipperary South wegen der zu geringen Stimmenzahl dann den Sitz einnehmen. Stattdessen wurde er in den Seanad Éireann über die Kultur- und Bildungsliste gewählt. Bei den Wahlen 1957 konnte er dann in den Dáil zurückkehren. Allerdings verlor er den Sitz 1961 wieder. Bei den Wahlen 1965 trat er nicht mehr an. 